# Four Thirds

Four-Thirds-Logo

Vergleich gängiger Sensorformate

Four Thirds ist ein von den Unternehmen Olympus und Kodak entwickelter Standard für ein digitales Kamerasystem. Dabei erfolgte von Anfang an keine Rücksichtnahme auf herkömmliche Objektive, Kameras oder Sensorgrößen. Dadurch konnten sowohl Kompatibilitätsprobleme mit alten Komponenten als auch Kompromisse bei der Auslegung der neuen Komponenten umgangen werden. Die erste entsprechende Kamera, die Olympus E-1, wurde im Herbst 2003 vorgestellt.
Der Standard definiert unter anderem die Sensorausmaße, das Objektivbajonett samt Kommunikationsprotokoll, den Abbildungskreis und das Auflagemaß (38,85 mm), aber auch optische Anforderungen wie den maximalen Winkel zwischen auf den Sensor treffenden Lichtstrahlen.
Die Produktion der letzten Four-Thirds-Komponenten wurde 2017 eingestellt zu Gunsten des seit 2008 verfügbaren Micro-Four-Thirds-Standards mit gleicher Sensorgröße, aber anderer Objektivgeometrie.

## Namensherkunft
Namensgebend für den Standard ist das Außenmaß des Sensors (nicht dessen effektive Bilddiagonale), definiert nach dem traditionellen Messverfahren der Nominalgröße von Bildsensoren anhand der Größe der entsprechenden Vakuum-Bildaufzeichnungsröhre, angegeben als Durchmesser der entsprechenden Röhre in Zoll.
Bei einem Four-Thirds-Bildsensor entspricht die Bildgröße demnach der Größe des Bildes, welches auf der lichtempfindlichen Fläche einer Bildaufzeichnungsröhre mit dem Außendurchmesser vier Drittel Zoll dargestellt werden kann. Typischerweise betrug bei derartigen Röhren die Diagonale der nutzbaren Sensorfläche etwa zwei Drittel des Außendurchmessers, woraus sich die Sensordiagonale von knapp 22 Millimetern erklärt. Mit dem Seitenverhältnis 4:3 hat die Namensgebung Four Thirds (englisch „Vier Drittel“) also nichts zu tun.

## Sensorgröße
Die Bilddiagonale von Four-Thirds-Sensoren ist standardisiert (beim Micro-Four-Thirds-Standard wurde sie übernommen und nicht verändert). Sie beträgt mit 21,633 mm exakt die Hälfte der Diagonale des Kleinbildformates (43,267 mm), was einem Formatfaktor von 2,0 entspricht. Objektive mit Brennweiten zwischen 20 und 25 mm sind damit für dieses Format Normalobjektive.
Die meisten Kameras haben einen Sensor mit einem Seitenverhältnis von 4:3 und einem optisch wirksamen Bereich von 17,31 mm × 12,98 mm (Fläche 224,64 mm²).
Die Panasonic DMC-GH1
und die DMC-GH2
haben einen übergroßen multi-aspect-Sensor (Multiformatsensor) mit 18,89 mm × 14,48 mm. Das ermöglicht die Nutzung der größtmöglichen Diagonale für diese Seitenverhältnisse: 
| Format | Pixel       | MP    | Breite × Höhe       |
| ------ | ----------- | ----- | ------------------- |
| 04:3   | 4608 × 3456 | 15,92 | 17,31 mm × 12,98 mm |
| 03:2   | 4752 × 3168 | 15,05 | 17,85 mm × 11,90 mm |
| 16:9   | 4976 × 2800 | 13,93 | 18,69 mm × 10,52 mm |

## Lizenznehmer
Aufgrund einer offenen Lizenzpolitik steht es jedem Hersteller frei, dem Standard entsprechendes Zubehör für das System auf den Markt zu bringen. Kompatible Komponenten verschiedener Hersteller können so miteinander kombiniert werden.
Das erste am Markt erhältliche Produkt war 2003, als neben Olympus nur die beiden Anbieter Fujifilm und Kodak den neuen Standard unterstützten, die Olympus E-1. 2004 kamen mit Panasonic, Sanyo und Sigma drei weitere Unternehmen hinzu. Die folgenden weiteren Hersteller unterstützen den Standard offiziell: Astrodesign, Cosina, Leica Camera, Carl Zeiss, Schneider-Kreuznach, Tamron und Tokina.

## Weiterentwicklung
Anfang August 2008 wurde von Panasonic und Olympus als Weiterentwicklung des Four-Thirds-System-Standards der sogenannte Micro-Four-Thirds-Standard vorgestellt, mit dem kompakte Kamerasysteme mit Wechselobjektiven möglich sind. Der neue Standard verwendet ein geringeres Auflagemaß und einen engeren Bajonettanschluss, was einen Einsatz bei Spiegelreflexkameras praktisch unmöglich macht.
Mit einem mechanischen Adapter und wegen der elektronischen Kompatibilität ist jedoch die Weiterverwendung von Objektiven des Four-Thirds-Standards möglich, obwohl der Micro-Four-Thirds-Standard mit elf elektrischen Kontakten zwei zusätzliche, für Videoanwendungen vorgesehene Kontakte aufweist. Die Produktion von Four-Thirds-Objektiven wurde von Olympus 2017 eingestellt.

## Wichtige Merkmale

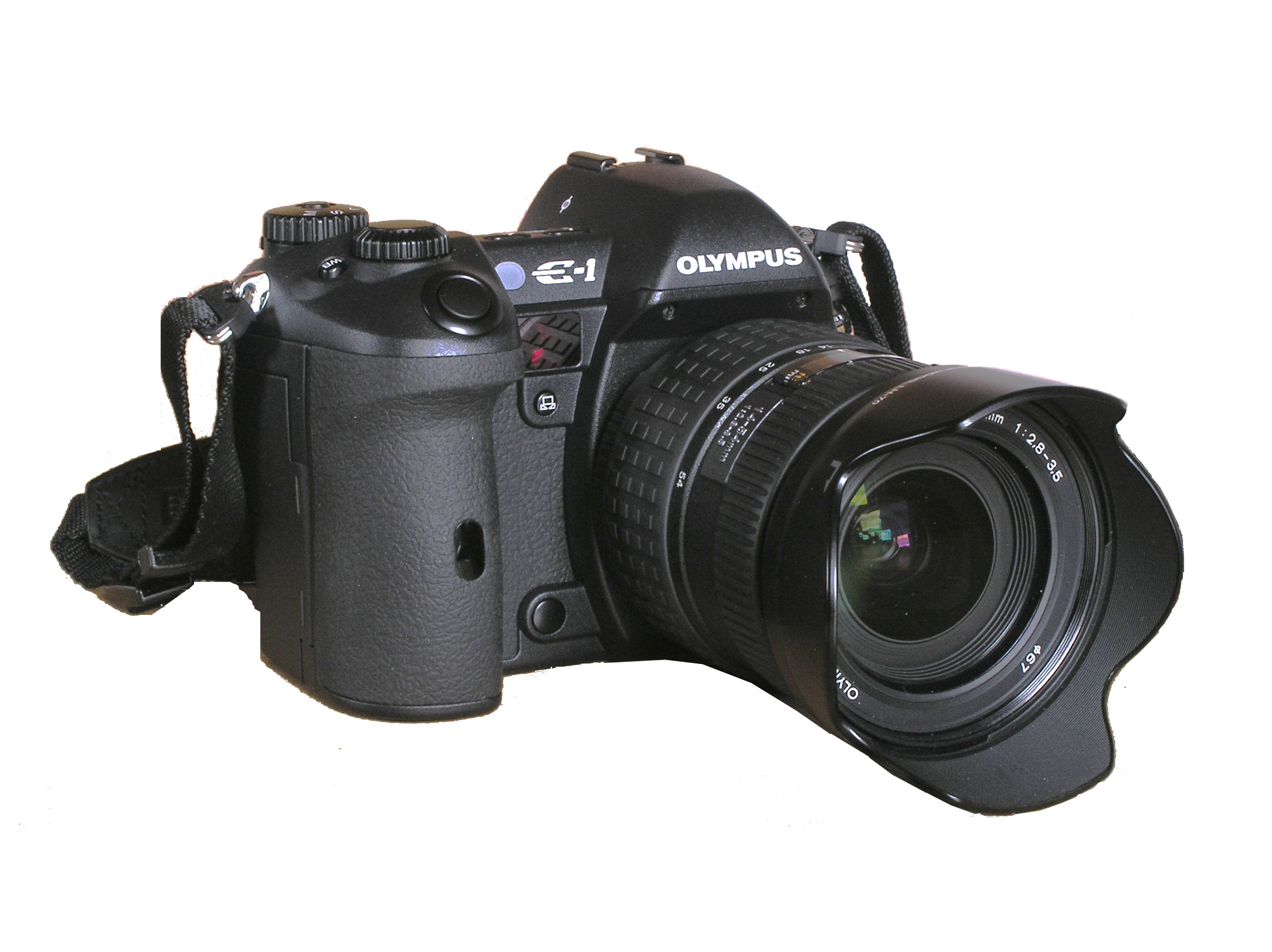
Olympus E-1

### Anforderungen an die Objektive
Objektive des Four-Thirds-Standards besitzen grundsätzlich das Bajonett des Systems. Weiterhin gibt es Grenzwerte für die Auffächerung des aus dem Objektiv austretenden Lichtstrahls. Dieser soll möglichst parallel sein, da digitale Bildsensoren (im Gegensatz zu chemischem Film) ihre volle Empfindlichkeit nur bei senkrecht auftreffendem Licht entfalten (siehe auch Telezentrik). Der im Standard geforderte Bildkreis ist im Verhältnis zur Sensorgröße verhältnismäßig groß, um eine gleichmäßige Ausleuchtung des Sensors zu erreichen. Diese Vorgaben wirken insbesondere bei weitwinkligen Objektiven und bei Offenblende einer Vignettierung des Bildes entgegen.
Wie bei den meisten Digitalkameras weicht die Sensorgröße von den Ausmaßen des 35-mm-Kleinbildfilms ab, der wegen seiner einst enormen Verbreitung als Referenz dient. Durch seine geringere Größe ergibt sich bezüglich des Bildausschnitts eine scheinbare Verdoppelung der Brennweite.
Durch die geforderte kleinere Abbildungsfläche haben auch lichtstarke Objektive kleinere Ausmaße, was sich durch ein geringeres Gewicht bemerkbar macht.

### Schärfentiefe
Die Schärfentiefe eines Four-Thirds-Objektivs an einem Four-Thirds-Sensor ist bei gleicher Blendenzahl und gleicher Perspektive und gleichem Bildausschnitt etwa doppelt so groß wie bei Sensoren mit Kleinbildgröße. Genauer gesagt entsprechen die Schärfentiefe und die Beugungsunschärfe eines teleskopischen Four-Thirds-Objektivs mit einer Brennweite von 150 Millimetern bei einer Blendenzahl von 2,8 genau denen eines Kleinbildobjektivs an einem Kleinbildsensor mit einer Brennweite von 300 Millimetern bei einer Blendenzahl von 5,6.
Um mit einer dem Kleinbildformat entsprechenden Schärfentiefe Objekte oder Personen vor einem diffusen Hintergrund mit Four Thirds freizustellen, muss man mit diesem Sensorformat zwei Stufen aufblenden. Ein Four-Thirds-Objektiv bildet also bei der Blendenzahl 2 den Bereich scharf ab, den ein Kleinbildobjektiv bei der Blendenzahl 4 scharf abbildet.
Die größere Schärfentiefe des Four-Thirds-Formates ist allerdings immer dann von Vorteil, wenn mehrere Personen oder Objekte fotografiert werden sollen, die nicht auf der gleichen Schärfeebene stehen (zum Beispiel ein Gruppenfoto in mehreren Reihen), wenn der Hintergrund auch scharf sein soll oder wenn sich bei Bewegtbildaufnahmen ein Motiv auf die Kamera zu- oder von ihr wegbewegt. Wünschenswert ist der Zugewinn an Schärfentiefe auch in der Makrofotografie, da mit der Nähe zum Objekt auch die Schärfentiefe abnimmt.

### Grundrauschen und Dynamikauflösung
Der Signalpegel eines (idealen) Sensorelements ist proportional zur Menge des einfallenden Lichts. Bei einem kleineren Bildsensor ist die Dynamikauflösung bei gleicher Anzahl der Bildpunkte geringer, da die Lichtmenge pro Bildpunkt reduziert ist, wenn mit gleichem Bildwinkel und mit gleicher Blendenzahl gearbeitet wird. Bei der notwendigen Verstärkung wird unter anderem unerwünschtes thermisches Rauschen mitverstärkt, was dazu führt, dass kleinere Sensoren tendenziell ein schlechteres Signal-Rausch-Verhältnis zeigen. Wird bei gleicher Anzahl der Bildpunkte und gleichem Bildwinkel statt der gleichen Blendenzahl die gleiche Öffnungsweite verwendet, erhält jeder Bildpunkt die gleiche Lichtmenge, und somit resultiert auch ein vergleichbares Signal- und Rauschverhalten.
Bei gleicher Öffnung sowie bei halber Bildgröße und halber Brennweite unterscheidet sich ein Objektiv also vor allem durch die kürzere Bauform und das dadurch geringere Volumen und Gewicht. Insbesondere sind die Schärfentiefe des Bildes und der Bildwinkel sowie der Lichtstrom und damit die Lichtempfindlichkeit pro Bildpunkt identisch.
Unter den Spiegelreflexkameras ist der Four-Thirds-Sensor zur Zeit der kleinste. Die konkurrierenden Spiegelreflexkameras mit APS-C-Sensoren besitzen Sensoren mit etwa 56 Prozent (Canon EF-S) bzw. 78 Prozent (Nikon DX, Pentax, Sony DT) mehr Fläche. Sensoren im 35-mm-Kleinbildformat haben gar die etwa 4-fache Größe. Verglichen mit den Sensoren der meisten Kompaktkameras weist ein Four-Thirds-Chip allerdings immer noch eine etwa 5- (1⁄1,7″-Sensoren) bis 16-mal (1⁄3″-Sensoren) so große Fläche auf.

Vergleich der Sensorgrößen zwischen 35-mm-Kleinbildformat / digitales Vollformat, APS-C / DX und Four Thirds

Wird ein Motiv einer bestimmten Helligkeit unter einem vorgegebenen Winkel abgebildet, ist hierzu bei Four Thirds eine um etwa 20 Prozent geringere Objektivbrennweite notwendig als zum Beispiel bei einer Kamera mit APS-C-Sensor. Vergleicht man entsprechende Objektive mit gleicher Blendenzahl, ist die tatsächliche Apertur also im Fall von Four Thirds um 20 Prozent kleiner, was einer Verringerung der einfallenden Lichtmenge um etwa ein Drittel entspricht. Dies hat eine um etwa 30 Prozent reduzierte Dynamikauflösung zur Folge, verbunden mit einer Erhöhung des Grundrauschens um etwa 50 Prozent. Es ist zu beachten, dass bei dieser Abschätzung Unterschiede in der Bildsensortechnologie zwischen den Kamerasystemen außer Acht gelassen wurden (die tatsächlichen Leistungsunterschiede zwischen zwei konkreten Kameramodellen können also merklich geringer oder auch mitunter deutlich größer ausfallen).
In der Praxis spielt die reduzierte Dynamikauflösung meist eine eher untergeordnete Rolle, da die erzielten Werte weiterhin außerhalb dessen liegen, was ein Ausdruck oder ein JPEG-Bild wiedergeben können. Das erhöhte Grundrauschen stört jedoch, wenn bei dunkler Umgebung kein Blitz eingesetzt werden soll und stattdessen mit einer hohen ISO-Einstellung, also einer hohen Verstärkung, gearbeitet werden muss. Zudem kann es in Aufnahmesituationen von Bedeutung sein, bei denen in Motiven mit sehr großer Bilddynamik (eigentlich unterbelichtete) mit Hilfe der gespeicherten Rohdaten Bereiche nachbearbeitet und aufgehellt werden sollen.

### Kommunikation zwischen Kamera und Zubehör
Ein zentrales Merkmal des Systems sind intelligente Komponenten, welche über elektrische Kontakte untereinander über ein im Standard ebenfalls definiertes Protokoll kommunizieren.
Auf diese Weise werden Fokusdaten, Blendenwahl und Brennweite wie bei konkurrierenden Systemen elektronisch zwischen Kamera und Objektiv übermittelt. Das Four-Thirds-System kann darüber hinaus Eigenheiten des Objektivs wie beispielsweise Kennlinien der Verzeichnung oder Vignettierung an die Kamera übertragen, was eine digitale Kompensation von Abbildungsfehlern ermöglicht.

### Abwärtskompatibilität
Da es sich bei Four Thirds um eine Neuentwicklung handelt, existiert zunächst keinerlei vollständige Abwärtskompatibilität zu anderen Systemen. Hinzu kommt, dass das vorherige OM-System des Herstellers Olympus ein rein mechanisches Bajonett ohne automatische Fokussierung oder Blendensteuerung verwendete, hier also keine Rücksicht auf Kompatibilität genommen werden musste. OM-Objektive können per Adapter-Ring am Four-Thirds-Bajonett betrieben werden. Das gilt ebenso für eine Reihe weiterer systemfremder Objektive.

## Kameragehäuse
Bisher vorgestellte Modelle des Four-Thirds-Standards in der Reihenfolge ihrer Vorstellung in der Öffentlichkeit sind:
| 2003  | 2004  | 2005  | 2006                       | 2007                          | 2008       | 2009        | 2010        |
| ----- | ----- | ----- | -------------------------- | ----------------------------- | ---------- | ----------- | ----------- |
| E-1 a | E-300 | E-500 | E-330 b,e                  | E-410 b                       | E-420 b    | E-620 b,c,f | E-5 a,b,c,f |
|       |       |       | Panasonic Lumix DMC-L1 b,d | E-510 b,c                     | E-520 b,c  | E-450 b     |             |
|       |       |       | Leica Digilux 3 b,d        | Panasonic Lumix DMC-L10 b,d,f | E-30 b,c,f |             |             |
|       |       |       | E-400                      | E-3 a,b,c,f                   |            |             |             |

## Objektive
| Weitwinkel-Zoom              | Standard-Zoom                    | Tele-Zoom                         | Makro                     | Festbrennweite              | Telekonverter und Adapter        |
| ---------------------------- | -------------------------------- | --------------------------------- | ------------------------- | --------------------------- | -------------------------------- |
| Olympus 7–14 mm f/4,0        | Olympus 12–60 mm f/2,8–4,0 SWD   | Olympus 35–100 mm f/2,0           | Olympus 35 mm Makro f/3,5 | Olympus 8 mm f/3,5 Fisheye  | Olympus EC-14 1,4× Telekonverter |
| Olympus 9–18 mm f/4,0–5,6    | Olympus 14–35 mm f/2,0 SWD       | Olympus 40–150 mm f/3,5–4,5       | Olympus 50 mm Makro f/2,0 | Sigma 24 mm f/1,8 Makro     | Olympus EC-20 2,0× Telekonverter |
| Sigma 10–20 mm f/4,0–5,6 HSM | Olympus 14–42 mm f/3,5–5,6       | Olympus 40–150 mm f/4,0–5,6       | Sigma 105 mm f/2,8 Makro  | Leica 25 mm f/1,4           | Olympus EX-25 Extension Tube     |
| Olympus 11–22 mm f/2,8–3,5   | Olympus 14–45 mm f/3,5–5,6       | Olympus 50–200 mm f/2,8–3,5 (SWD) | Sigma 150 mm f/2,8 HSM    | Olympus 25 mm f/2,8 Pancake | Olympus MF-1 OM-System-Adapter   |
|                              | Leica 14–50 mm f/2,8–3,5 O.I.S.  | Sigma 50–500 mm f/4,0–6,3 HSM     |                           | Sigma 30 mm f/1,4 HSM       |                                  |
|                              | Leica 14–50 mm f/3,8–5,6 O.I.S.  | Sigma 55–200 mm f/4,0–5,6         |                           | Sigma 50 mm F1,4 EX DG HSM  |                                  |
|                              | Olympus 14–54 mm f/2,8–3,5       | Sigma 70–200 mm f/2,8 HSM ??      |                           | Olympus 150 mm f/2,0        |                                  |
|                              | Leica 14–150 mm f/3,5–5,6 O.I.S. | Olympus 70–300 mm f/4,0–5,6       |                           | Olympus 300 mm f/2,8        |                                  |
|                              | Sigma 18–50 mm f/2,8 Makro       | Olympus 90–250 mm f/2,8           |                           |                             |                                  |
|                              | Sigma 18–50 mm f/3,5–5,6         | Sigma 300–800 mm f/5,6 HSM        |                           |                             |                                  |
|                              | Olympus 18–180 mm f/3,5–6,3      |                                   |                           |                             |                                  |

Erläuterung: SWD/HSM = Objektiv mit Ultraschallantrieb, O.I.S. = Objektiv mit optischem Bildstabilisator